# 高雀稗
高雀稗（学名：Paspalum plicatulum），又名皺稃雀稗，为禾本科雀稗屬下的一种多年生草本植物，高70至90釐米，總狀花序，花期9-10月，有鬚根。它是一種牧草，也可用來保持水土。

## 扩展阅读
- 維基物種上的相關：高雀稗